# Quasi-Park Narodowy Nichinan Kaigan
Quasi-Park Narodowy Nichinan-Kaigan (jap. 日南海岸国定公園 Nichinan-Kaigan Kokutei Kōen) – quasi-park narodowy na Kiusiu, w Japonii.
Park obejmuje tereny usytuowane w prefekturach Miyazaki i Kagoshima, o łącznym obszarze 45,42 km². Na terenie parku znajdują się m.in.: wyspa Ao-shima, przylądek Toi-misaki oraz chram shintō  Udo-jingū.
Park jest klasyfikowany jako chroniący krajobraz (kategoria V) według IUCN.
Obszar ten został wyznaczony jako quasi-park narodowy 1 czerwca 1955. Podobnie jak wszystkie quasi-parki narodowe w Japonii, jest zarządzany przez samorząd lokalny prefektury.

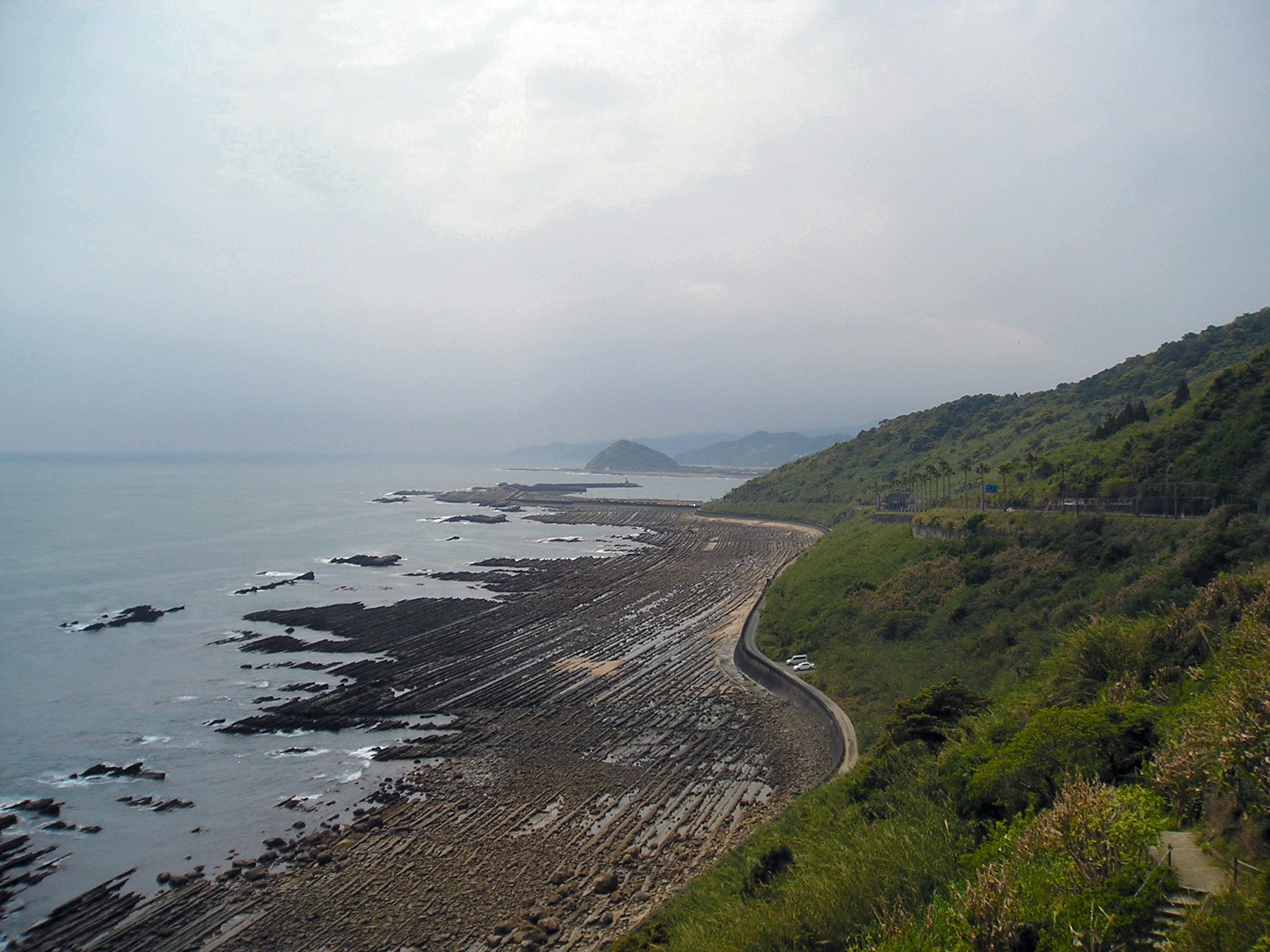
Linia brzegowa parku Nichinan